# Зауерлах
Зауерлах (њем. Sauerlach) општина је у њемачкој савезној држави Баварска. Једно је од 29 општинских средишта округа Минхен. Према процјени из 2010. у општини је живјело 6.767 становника. Посједује регионалну шифру (AGS) 9184141.

## Географски и демографски подаци
Зауерлах се налази у савезној држави Баварска у округу Минхен. Општина се налази на надморској висини од 618 метара. Површина општине износи 48,5 km². У самом мјесту је, према процјени из 2010. године, живјело 6.767 становника. Просјечна густина становништва износи 140 становника/km².